# Chubut (provinca)
Chubut je provinca v južni Argentini. Samo ime je tehuelskega izvora in pomeni 'prozoren', 'prosojen', nanaša pa se na reko Chubut.
Največje mesto v provinci je Comodoro Rivadavia s 177.000 prebivalci, upravno središče pa je mesto Rawson (31.000). Pomembnejša mesta so še Puerto Madryn, Trelew, Esquel in Sarmiento. Gaiman je kulturno in demografsko središče province in ga imenujejo tudi Y Wladfa, ker tu živijo številni valižanski Argentinci.

## Zgodovina
Preden so Španci prispeli v Ameriko, so nomadska avtohtona ljudstva Tehuelči že tisočletja naseljevala regijo Patagonija. Živeli so kot lovci in nabirali v skladu s sezonskimi cikli, ko so spremljali divjad.
V 17. in 18. stoletju so na to območje prišli španski misijonarji, ki so na polotoku Valdés ustanovili trdnjavo San José. Avtohtoni prebivalci so jo kasneje uničili.
Leta 1865 so v Chubut na ladji Mimoza prišli Valižani in se naselili v dolini reke Chubut. Regija je bila med Čilom in Argentino sporna do leta 1881. Čile se je odpovedal svoji zahtevi, da bi Argentini preprečil vstop v Solitrno vojno, v kateri se je že borila proti Peruju in Boliviji.
Kot del Conquista del Desierto (Osvajanje puščave) je Argentina leta 1884 ustanovila  Nacionalno ozemlje Chubut, potem ko se je zadnji avtohtoni cacique Inyacal predal vladnim silam. Luis Fontana je bil imenovan za guvernerja. Na začetku 20. stoletja, po burski vojni, se je nekaj Burov naselilo v mestu Sarmiento, manj pa v drugih bližnjih mestih.
Leta 1944 sta bila južni del Chubuta in severni del Santa Cruza označena za vojaško območje Comodoro Rivadavia. Območje je bilo razpuščeno leta 1955, Chubut pa je bil razglašen za provinco. Študije v 1950-ih so razkrile rudna bogastva, ki jih je vlada poskušala razviti.
Premiki prebivalstva konec 20. stoletja, zlasti iz Buenos Airesa, so prebivalstvo stalno povečevali s 190.000 (1970) na 357.000 (1991) in 413.237 (2001). Vlada je spodbujala ljudi, da se preselijo sem. Večina prebivalcev živi v večjih mestih. Naselili so se tudi ob reki Chubut. Večina območij ima gostoto naseljenosti manj kot 1 prebivalca na kvadratni kilometer.

## Geografija
Chubut se razteza od Atlantika do Andov s tremi različnimi ekoregijami: Andi, centralna planota in obalno območje. Andi v najbolj zahodnih delih province se večinoma razprostirajo vzdolž čilske meje. Andi v Chubutu niso tako visoki, saj ima večina vrhov v povprečju približno 1500 in 2000 metrov, kar v južnih predelih postane višje. Najvišji vrh je Cerro Dos Picos, ki se nahaja vzhodno od Lago Cholila z višino 2515 metrov. Andi v tej provinci so terciarnega izvora in jih ločujejo široke, globoke prečne doline, ki so usmerjene v smeri vzhod – zahod. Te doline zasedajo ledeniška jezera in reke, ki tečejo vzhodno od gora. Večina teh dolin je obstajala že pred nastankom Andov. Jezera, ki so večinoma v zahodnih predelih pokrajine, so ledeniškega izvora, ker je v zadnji ledeni dobi gibanje ledenikov povzročilo nastanek obsežnih območij depresij, ki so bila danes napolnjena z vodo.
V izven-andski coni so se razvile visoke planote, ki se stopničasto spuščajo proti atlantski obali - izstopajo pogorje Telsen, Pampa de Gastre, planota Montemayor itd. Te planote zarezujejo rečne doline, jezera, kot so jezero Musters in Colhué Huapi, ter depresije, kot so nižine Tierra Colorada, slane ravnice Chicas in Grandes.
Planote dosežejo atlantsko obalo, kjer tvorijo pečine, izpostavljene morskemu delovanju.
Najpomembnejše obalne značilnosti so polotok Valdes in zaliv San Jorge.

### Podnebje
Podnebje je v zahodnem ali andskem pasu hladno in vlažno, temperature pa se znižujejo proti jugu. Središče province je pretežno sušno in z velikimi toplotnimi amplitudami z oazno cono z jezeroma Colhué Huapi in Musters. V mestu Sarmiento so zabeležene nekatere najtoplejše temperature. Ameriška kontinentalna Argentina v 20. stoletju: julija 1950 minus 34 ° C, medtem ko je vzhodno, v spodnji dolini reke Chubut in na obali, podnebje še vedno precej suho, čeprav mu je koristila vlaga iz Argentinskega morja ter toplotno moderirajoče delovanje oceanskega toka.

### Rastlinstvo
Stepa, s predstavniki: 
- tusok - ime botanične formacije, za katero je značilno, da prevladujejo usnjaste trave, katerih višine so v povprečju med 1 in 2 metra;
- coirón ( Festuca gracillima) iz rodu trav;
- zimzelena grmovnica Larrea iz družine  Zygophyllaceae
- verbena (Verbena officinalis), trajno zelišče, ki izvira iz jugovzhodne Evrope in
- neneo (Mulinum spinosum) vrsta grmovja iz družine Apiaceae (kobulnice)

In pokriva celotno območje velike Centralne planote.
Po drugi strani poleg gorskega območja raste gost andski patagonski gozd, ki ga tvorijo iglavci in bukovke (fagacee), med katerimi so orjaški macesni Fitzroya cupressoides, bukve Nothofagus dombeyi, Nothofagus pumilio in Nothofagus antarctica, ognjeni grm Embothrium coccineum, Lomatia hirsuta, Maytenus boaria in ciprese Austrocedrus chilensis; obstajajo avtohtone sadne vrste, kot je češmin (el calafate).

### Živalstvo
Na obalah in v obalnih vodah je veliko pingvinov, južnomorski slon, patagonijski morski lev in kiti, kot so južnomorski kit, orka in maldivska kratkogobčna pliskavka. Na planotah in v stepah izstopajo gvanako, puma, Darwinov nandu, andska lisica, patagonska mara, patagonski skunk in južnoameriška siva lisica. V gozdovih in hladnih vlažnih džunglah obstajajo domači jeleni, kot sta čilski viličasti jelen (Hippocamelus bisulcus) in pudu, in mačke, kot je že omenjena puma (do 19. stoletja tudi jaguar), Leopardus colocolo, vrečar Dromiciops gliroides, nutrija in vidra; med pticami izstopajo andski kondor, čopasti karakara (Caracara plancus), ujede in papiga Enicognathus leptorhynchus.

## Pomembna mesta
V provinci Chubut je le nekaj večjih mest.
Največje mesto je Comodoro Rivadavia na jugu province s 177.000 prebivalci. Upravni sedež je glavno mesto Rawson (31.000 prebivalcev). Druga pomembna mesta so Puerto Madryn, Trelew, Esquel in Sarmiento. Gaiman je kulturno središče regije, znane kot Y Wladfa, kjer živi večina valižansko govorečih Argentincev, ki jih je v Chubutu okoli 5000, predvsem v mestih Gaiman, Trelew in Trevelin , 25.000 v celotni Argentini.
- Rawson (31.000), Glavno mesto province
- Trelew (100.000), Industrijsko mesto blizu Rawsona, letališča (koda IATA REL) s povezavami u. v Buenos Aires in El Calafate
- Puerto Madryn (96.000), Izhodišče za izlete na polotok Valdés in na Punta Tombo, torej predvsem turizem, tudi ribiška in aluminijska industrija
- Comodoro Rivadavia (177.000 ) Na jugu province na atlantski obali; olje, proizvedeno na območju okoli Comodoro Rivadavia, pokriva skoraj 30% argentinskih potreb
- Esquel (32.000 Ew.) V Andi

Drugi manjši kraji omejenega pomena so kmetijski Gaiman v dolini Río Chubut, Sarmiento v središču pokrajine, turistično mesto El Maitén v Andih in ribiško pristanišče Camarones na atlantski obali.

## Gospodarstvo
Gospodarstvo province Chubut, že dolgo eno najuspešnejših v Argentini, je eno najmanj raznolikih. Skoraj četrtino proizvodnje v letu 2006, ki je ocenjena na 4.652 milijarde ameriških dolarjev (ali dohodek na prebivalca 11.256 ameriških dolarjev), ustvarijo z rudarstvom in naftnimi derivati. Prispevek tega sektorja (večinoma osredotočen na Comodoro Rivadavia) je Chubutu leta 2011 omogočil četrto najvišjo proizvodnjo na prebivalca v višini 25.250 ameriških dolarjev; ustvari 13 % argentinske proizvodnje nafte (večinoma na morju). 21. maja 2014 sta Miguel Galuccio iz YPF in guverner Chubuta Martin Buzzi objavila prvo nekonvencionalno odkritje nafte in plina v Chubutu iz razpokanega vodnjaka v formaciji zgodnje krede D-129 v porečju Golfo San Jorge. Chubut proizvede 21 % ulova rib v državi.
Ovčereja, čeprav je bila v 21. stoletju manj kot polovico manj produktivna kot pred letom 1990, ostaja pomembna na lokalni ravni. Pojav sintetičnih nadomestkov volne po drugi svetovni vojni je premagal sektor. Nadalje je upadla zaradi argentinske politične nestabilnosti in škode zaradi naravnih nesreč. Proizvodnja volne pa se je od leta 2002 povečala in je leta 2006 znašala 71.000 ton.

## Turizem
Tudi turizem je rastoča panoga. Glavne znamenitosti so polotok Valdés in drugi rezervati za morske prostoživeče živali, kot sta Punta Tombo in Punta Ninfas, z južnomorskimi kiti, uhatimi tjulnji, južnomorskimi sloni, pingvini, orkami in številnimi drugimi živalmi. Na lokaciji Punta Tombo je eno največjih gnezdišč Magellanovega pingvina.
Južneje, na redko poseljenih plažah zaliva San Jorge, je edino mesto na svetu, kjer je mogoče opazovati nenavadno, neletečo Chubutsko raco (Tachyeres leucocephalus). V andski regiji, v narodnem parku Los Alerces številni turisti obiščejo tudi impresivna jezera in se odpravijo na pohode v bližini Esquela. "Old Patagonian Express" (znan tudi kot La Trochita), stari parni vlak v Esquelu, ki ga je proslavil pisec Paul Theroux, privlači mnoge, prav tako tudi smučarski center La Hoya. Okameneli gozd v Sarmienti in Narodni park okameneli gozd Jaramillo sta velika parka z nekaterimi največjimi fosiliziranimi drevesi na svetu.